# El Güegüense
El Güegüense także Macho Ratón – nikaraguańska tradycyjna sztuka satyryczna w języku nahuatl i hiszpańskim, łącząca elementy teatru, tańca i muzyki, wystawiana we wrześniu w Masai i w styczniu, podczas uroczystości ku czci św. Sebastiana, w Diriambie.
Uważana jest za jedną z najbardziej charakterystycznych form ekspresji kulturowej z okresu kolonialnego. Powstała najprawdopodobniej w XVII wieku opowiada historię kontaktów mieszkańców prekolumbijskiej Nikaragui z przedstawicielami hiszpańskich władz kolonialnych. Główny bohater El Güegüense – reprezentujący rdzenną ludność lokalną – podstępem i sprytem, udając uległość i gotowość do współpracy, nie płaci podatków i osłabia władze kolonialne.
Aktorzy i tancerze biorący udział w przedstawieniu noszą bogato zdobione kostiumy i drewniane maski, a oprawa teatralna nawiązuje po części do teatru pre-kolumbijskiego.
W lokalnej kulturze funkcjonuje powiedzenie „przywdziewać maskę Güegüense” na określenie osoby, która formalnie zgadza się na przestrzeganie obowiązujących przepisów prawa, podczas gdy w rzeczywistości robi wszystko, by je omijać. Zdolność do ukrywania własnej tożsamości i zamiarów przed władzą, przejawiająca się w Nikaragui w wynikach wyborczych całkowicie sprzecznych z przewidywaniami sondaży przedwyborczych, nazywana jest „efektem Güegüense”.
W 2008 roku sztuka El Güegüense została wpisana na listę niematerialnego dziedzictwa UNESCO.

## Historia
Sztuka El Güegüense powstała najprawdopodobniej w XVII wieku. Autor nie jest znany. Pierwszej transkrypcji tekstu z manuskryptów pozostawionych przez nikaraguańskiego badacza Juana Eligio de la Rochy dokonał w 1874 roku niemiecki filolog Carl Hermann Berendt. Berendt przywiózł teksty do Filadelfii i sprzedał amerykańskiemu etnologowi Dawidowi Brintonowi, który opublikował je w 1883 roku w Library of Aboriginal American Literature.
Nazwa sztuki pochodzi od imienia głównego bohatera – El Güegüense, którego imię wywodzi się od słowa huehuentzin oznaczającego w języku nahuatl „szanowanego członka starszyzny”.

## Opis

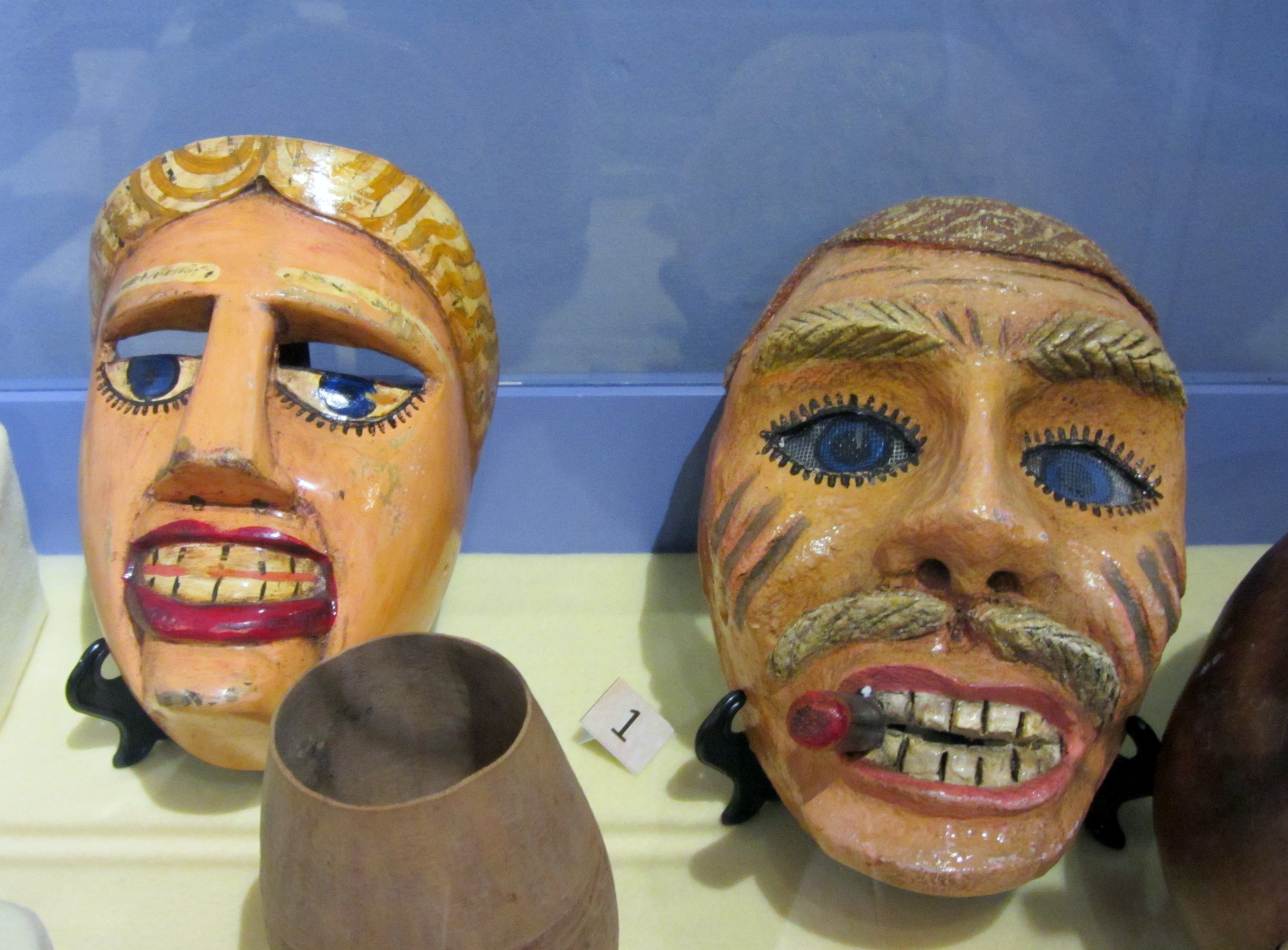
Drewniane maski aktorskie postaci ze sztuki El Güegüense

Dramat opowiada historię kontaktów mieszkańców prekolumbijskiej Nikaragui z przedstawicielami hiszpańskich władz kolonialnych. Główny bohater handlarz El Güegüense – reprezentujący rdzenną ludność lokalną – podstępem, udając uległość i gotowość do współpracy, nie płaci podatków i osłabia władze kolonialne. El Güegüense posługuje się kłamstwem i oszustwem. Towarzyszą mu jego dwaj synowie: podstępny jak ojciec Don Forcico oraz Don Ambrosio – uczciwy i obnażający postępki ojca. Hiszpańskie władze kolonialne reprezentuje gubernator Gobernador Tastuanes, występujący w towarzystwie stróża prawa Alguacila, sekretarza Escribano i prawnika Regidora. Jedyną kobietą pojawiającą się w sztuce jest córka gubernatora – Suche-Malinche, która ma być wydana za mąż za Don Forcica.
Sztuka stosuje hybrydowo dwa języki jednocześnie: język nahuatl i hiszpański, co pozwala na wieloznaczności – dialogi zasadzają się na tym, co zostało źle zrozumiane.

### Treść
Gubernator i Alguacil narzekają na ubóstwo swojego urzędu i domagają się od El Güegüense zapłacenia podatków. El Güegüense przez cały czas udaje, że nie wie, o co chodzi, i że nie wiedział, że ma płacić jakieś podatki. Następnie dyskutują nad stanem posiadania El Güegüense, który składa prośbę o rękę córki gubernatora dla swojego syna. El Güegüense prezentuje gubernatorowi swoje muły; obydwoje snują plany ślubu i odjeżdżają, obiecując huczne wesele. Gubernator nie tylko nie otrzymuje pieniędzy, lecz wskutek podstępnych zabiegów El Güegüense wydaje córkę za mąż.
Sztuka doczekała się wielu interpretacji od portretu społeczności Nikaragui do wezwania do ogólnonarodowego powstania.

### Przedstawienie

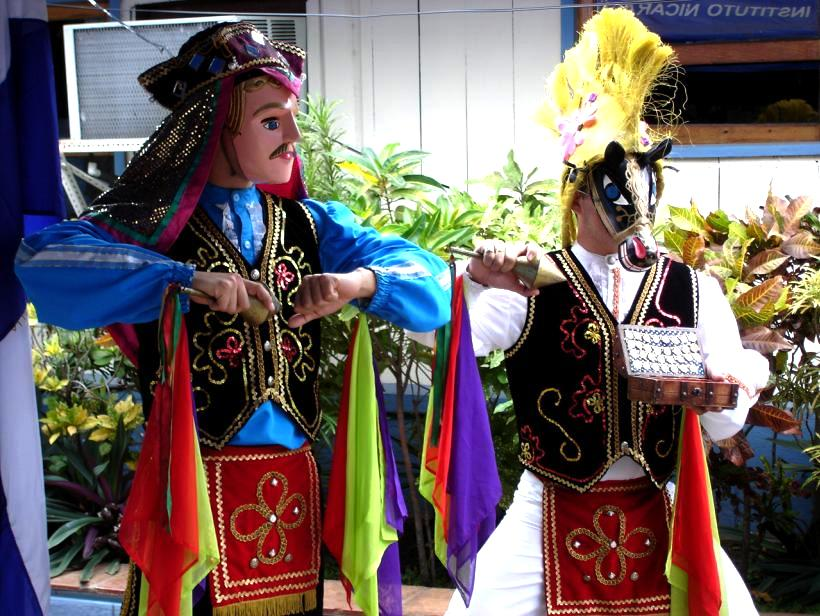
El Güegüense

Sztuka wystawiana jest we wrześniu w Masai i w styczniu, podczas uroczystości ku czci św. Sebastiana, w Diriambie. Przedstawienie łączy elementy teatru, tańca i muzyki. Aktorzy i tancerze noszą bogato zdobione, kolorowe kostiumy i drewniane maski. Oprawa teatralna nawiązuje po części do teatru pre-kolumbijskiego poprzez liczne powtórzenia, stosowanie lokalnych zwrotów potocznych oraz elementów muzyczno-tanecznych. Przedstawienie dzieli wiele elementów z gwatemalskim widowiskiem teatralno-taneczno-muzycznym Rabinal Achí.
W lokalnej kulturze funkcjonuje powiedzenie „przywdziewać maskę Güegüense” na określenie kogoś, kto oficjalnie zgadza się na przestrzeganie obowiązujących przepisów, podczas gdy w rzeczywistości robi wszystko, by je omijać.
W 2008 roku sztuka El Güegüense została wpisana na listę niematerialnego dziedzictwa UNESCO.

## Efekt Güegüense
Mianem „efektu Güegüense” określa się zdolność do ukrywania własnej tożsamości i zamiarów przed władzą, co w Nikaragui przejawiło się w zaskakujących wynikach wyborów parlamentarnych w 1990 roku, kiedy to wielu wyborców nie zagłosowało na sandinistów, podczas gdy w przedwyborczych badaniach opinii publicznej deklarowano niezdecydowanie.